# ایان مک‌یوون
ایان راسل مک‌یوون (به انگلیسی: Ian Russell McEwan) (زاده ۲۱ ژوئن ۱۹۴۸) نویسنده و نمایشنامه‌نویس انگلیسی است. ایان در ۲۱ ژوئن ۱۹۴۸ در الدرشات از توابع همپشر زاده شد.
او در سال ۱۹۹۸ به خاطر کتاب آمستردام موفق به دریافت جایزهٔ ادبی من بوکر شد.

## گزیدهٔ آثار
- باغ سیمانی (۱۹۷۸)
- بی‌گناه (۱۹۸۹)
- سگ‌های سیاه (۱۹۹۲)
- خیالباف (۱۹۹۴)
- آمستردام (۱۹۹۸)
- تاوان (۲۰۰۱)
- شنبه (رمان) (۲۰۰۵)
- قانون کودکان (رمان) (۲۰۱۴)
- پوست گردو (رمان) (۲۰۱۶)

## فیلمنامه
- میخوش (۱۹۸۸)
- پسر خوب (۱۹۹۳)
- قانون کودکان (۲۰۱۷)
- در ساحل چزیل (۲۰۱۷)